# 无界新闻
无界新闻，是原无界传媒旗下的新闻网站，2015年9月创办，2016年停止运营。

## 历史
2015年9月16日，无界新闻客户端宣布上线，其定位为“一带一路”时政、商业国际化新媒体机构，追求“极致挖掘、极致传播”，办公室位於北京朝阳区朝外大街22号泛利大厦808室。

### 2015年辦公室遭不明人士佔領
2015年11月5日，無界新聞刊登一篇名為《卓達新材百億融資術：30%高息吸引40萬人》的報道，報道稱卓達新材涉嫌非法集資，透過虛假宣傳和虛假投資回報承諾，吸引了40萬投資者的參與，卓達新材稱其報道失實、並已向公安部門報案追究。
2015年11月9日下午3點多，無界新聞位於北京朝陽區的辦公室，出現幾名不明身份人士對無界新聞的編輯恐嚇；19時許，不明身份人士離開。至11月10日9時，無界新聞位於北京朝陽區的辦公室遭到身份不明人士衝擊，不明人士衝入辦公區佔領員工位。無界新聞員工報警後，11時30分警方介入調查。15時45分，一名自稱是卓達集團的員工要求無界新聞“刪稿”，以便其向公司匯報。20時50分，警方要求不明人士離開，否則採取強制措施，其後不明人士在5分鐘後由領頭者帶領下離開。
據稱在上述事件以後，无界新闻遭到河北宣传部的压制。

### 2016年刊“要求習近平辭職公開信”事件
2016年3月4日深夜，无界新闻在其网站“一帶一路”欄目突然刊登一篇题为《关于要求习近平同志辞去党和国家领导职务的公开信》的文章，署名为「忠誠的共產黨員」且注明「来自: 参与网」，要求中共总书记习近平辞去包括总书记在内的党和国家领导人职务。發佈後不久，无界新闻網站被關閉，不能進入；其後恢復運行，公開信已被刪除。據報道，無界方面向當局解釋遭黑客入侵，後又解釋是傳媒軟件「自動抓取」功能所導致。正值全國政協會議開幕及全國人大會議召开的敏感时期，故此事件立即引起了海外媒体的关注。
事件導致多人被扣押。公開信事件後約半個月時間，新聞網頁如常更新其他官媒的新聞，不過已沒有記者原創撰寫的文章，微信號亦停止更新；至4月上旬，網頁與微博均被註銷。多家外媒报道，无界新闻已终止运营。
知情人士指出，8月底該案已經結案。最後一名獲釋人員於8月5日回家。